# Билищка крепост
Билищката крепост или Крепостта на трите кладенеца (на албански: Kalaja e Bilishtit, Kalaja e Tre Pusëvet) е праисторическа крепост, разположена над град Билища, Албания. Калето е обявено на 10 юни 1963 година за археологически паметник на културата под № 1886.

## Местоположение
Крепостта е разположена на хълм, североизточно над Билища. Хълмът е с формата на купол, с равни наклони от всичките му страни. Има доминиращо положение спрямо релефа наоколо и от върха му се контролира цялото Деволско поле до Цфангонския пролом при Звезда.

## Описание
Стените на крепостта са с размери 120 m на 60 m. Освен за военни цели тя също е служила като жилищен и производствен център. Въпреки това времето на използване на крепостта е доста кратко. Откритите керамични фрагменти доказват, че тя е била обитавана само през първата половина на Желязната епоха.